# Curling-Seniorenweltmeisterschaften
Die Curling-Seniorenweltmeisterschaften sind ein seit 2002 jährlich stattfindendes Turnier für Curler und Curlerinnen mit einem Mindestalter von 50 Jahren. Die Spiele der Damen und Herren werden an einem Veranstaltungsort ausgetragen. Die erfolgreichste Nation, bei den Damen wie den Herren, ist Kanada mit insgesamt 22 Gold- und zehn Silbermedaillen.
Die Regeln gleichen denen der Curling-Weltmeisterschaften, nur werden bei den Senioren pro Partie 8 statt 10 Ends angesetzt.
In den Jahren 2020 und 2021 fanden die Weltmeisterschaften nicht statt.
Die bisher letzten Titelkämpfe fanden vom 26. April bis zum 3. Mai 2025 im kanadischen Fredericton statt.

## Damen
| Jahr         | Austragungsort                   | Gold       | Silber             | Bronze             |
| ------------ | -------------------------------- | ---------- | ------------------ | ------------------ |
| 2002 Details | Bismarck ( Vereinigte Staaten)   | Kanada     | Schweiz            | Vereinigte Staaten |
| 2003 Details | Winnipeg ( Kanada)               | Kanada     | Schottland         | England            |
| 2004 Details | Gävle ( Schweden)                | Kanada     | Schweden           | Vereinigte Staaten |
| 2005 Details | Greenacres ( Schottland)         | Schottland | Japan              | Schweden           |
| 2006 Details | Kopenhagen ( Dänemark)           | Schweden   | Kanada             | Schweiz            |
| 2007 Details | Edmonton ( Kanada)               | Schweden   | Kanada             | Vereinigte Staaten |
| 2008 Details | Vierumäki ( Finnland)            | Kanada     | Schottland         | Schweiz            |
| 2009 Details | Dunedin ( Neuseeland)            | Kanada     | Schweiz            | Schweden           |
| 2010 Details | Tscheljabinsk ( Russland)        | Kanada     | Schweiz            | Schweden           |
| 2011 Details | Saint Paul ( Vereinigte Staaten) | Kanada     | Schweden           | Schweiz            |
| 2012 Details | Tårnby ( Dänemark)               | Kanada     | Schottland         | Schweden           |
| 2013 Details | Fredericton ( Kanada)            | Kanada     | Österreich         | Schweden           |
| 2014 Details | Dumfries ( Schottland)           | Schottland | Kanada             | Vereinigte Staaten |
| 2015 Details | Sotschi ( Russland)              | Kanada     | Italien            | Vereinigte Staaten |
| 2016 Details | Karlstad ( Schweden)             | Schottland | Deutschland        | Schweden           |
| 2017 Details | Lethbridge ( Kanada)             | Kanada     | Schweiz            | Schottland         |
| 2018 Details | Östersund ( Schweden)            | Kanada     | Vereinigte Staaten | Schweiz            |
| 2019 Details | Stavanger ( Norwegen)            | Kanada     | Dänemark           | Schweiz            |
| 2020 Details | Kelowna ( Kanada)                |            |                    |                    |
| 2021 Details |                                  |            |                    |                    |
| 2022 Details | Genf ( Schweiz)                  | Schweiz    | Vereinigte Staaten | Schottland         |
| 2023 Details | Gangneung ( Südkorea)            | Kanada     | Schottland         | Japan              |
| 2024 Details | Östersund ( Schweden)            | Kanada     | Litauen            | Schottland         |
| 2025 Details | Fredericton ( Kanada)            | Schottland | Kanada             | Irland             |
| 2026 Details | Genf ( Schweiz)                  |            |                    |                    |

### Medaillenspiegel
Nach 22 Weltmeisterschaften (2025)
| Platz | Land               | Gold | Silber | Bronze | Gesamt |
| ----- | ------------------ | ---- | ------ | ------ | ------ |
| 1     | Kanada             | 15   | 4      | 0      | 19     |
| 2     | Schottland         | 4    | 4      | 3      | 11     |
| 3     | Schweden           | 2    | 2      | 6      | 10     |
| 4     | Schweiz            | 1    | 4      | 5      | 10     |
| 5     | Vereinigte Staaten | 0    | 2      | 5      | 7      |
| 6     | Japan              | 0    | 1      | 1      | 2      |
| 7     | Dänemark           | 0    | 1      | 0      | 1      |
| 7     | Deutschland        | 0    | 1      | 0      | 1      |
| 7     | Österreich         | 0    | 1      | 0      | 1      |
| 7     | Italien            | 0    | 1      | 0      | 1      |
| 7     | Litauen            | 0    | 1      | 0      | 1      |
| 12    | England            | 0    | 0      | 1      | 1      |
| 12    | Irland             | 0    | 0      | 1      | 1      |
|       | Gesamt             | 22   | 22     | 22     | 66     |

### Zeitleiste
| Land               | 2000er         | 2000er         | 2000er         | 2000er         | 2000er         | 2000er         | 2000er         | 2000er         | 2010er         | 2010er         | 2010er         | 2010er         | 2010er         | 2010er         | 2010er         | 2010er         | 2010er         | 2010er         | 2020er | 2020er | 2020er         | 2020er         | 2020er         | 2020er         | Teilnahmen (insg.) |
| Land               | 02             | 03             | 04             | 05             | 06             | 07             | 08             | 09             | 10             | 11             | 12             | 13             | 14             | 15             | 16             | 17             | 18             | 19             | 20     | 21     | 22             | 23             | 24             | 25             | Teilnahmen (insg.) |
| ------------------ | -------------- | -------------- | -------------- | -------------- | -------------- | -------------- | -------------- | -------------- | -------------- | -------------- | -------------- | -------------- | -------------- | -------------- | -------------- | -------------- | -------------- | -------------- | ------ | ------ | -------------- | -------------- | -------------- | -------------- | ------------------ |
| Australien         |                |                |                |                |                |                |                |                |                |                |                | 13             | 7              |                | 14             | 14             | 12             | 15             |        |        |                | 13             | 15             | 15             | 9                  |
| Dänemark           |                | 9              |                |                | 9              |                |                |                |                |                | 9              |                |                |                |                |                |                | Silbermedaille |        |        | 13             |                | 18             | 5              | 7                  |
| Deutschland        |                |                | 9              | 11             |                | 8              |                |                |                |                |                |                |                |                | Silbermedaille |                |                |                |        |        |                |                |                |                | 4                  |
| England            |                | Bronzemedaille | 4              | 6              | 6              | 6              | 9              |                |                | 11             |                |                | 11             | 8              | 4              | 11             | 7              | 7              |        |        | 10             | 9              | 5              | 16             | 16                 |
| Estland            |                |                |                |                |                |                |                |                |                |                |                |                |                |                |                |                |                |                |        |        |                |                | 16             |                | 1                  |
| Finnland           |                |                | 7              | 9              | 8              | 7              | 4              |                |                |                | 12             | 9              | 9              | 5              | 16             | 9              | 5              | 8              |        |        | 4              | 8              | 17             | 5              | 17                 |
| Hongkong           |                |                |                |                |                |                |                |                |                |                |                |                |                |                |                |                |                | 10             |        |        |                | 12             | 10             | 14             | 4                  |
| Irland             |                |                |                | 10             | 4              | 9              | 7              |                |                | 8              | 8              | 11             |                |                |                | 13             | 11             |                |        |        | 5              | 5              | 14             | Bronzemedaille | 13                 |
| Italien            |                | 6              |                | 12             |                |                |                | 8              | 7              |                | 11             | 8              | 12             | Silbermedaille | 11             | 5              | 14             | 12             |        |        | 11             |                |                |                | 13                 |
| Japan              |                | 4              | 6              | Silbermedaille | 7              | 10             | 8              | 5              | 5              | 7              | 10             | 6              | 15             | 13             | 8              | 7              | 8              | 9              |        |        |                | Bronzemedaille | 5              | 4              | 20                 |
| Kanada             | Goldmedaille   | Goldmedaille   | Goldmedaille   | 4              | Silbermedaille | Silbermedaille | Goldmedaille   | Goldmedaille   | Goldmedaille   | Goldmedaille   | Goldmedaille   | Goldmedaille   | Silbermedaille | Goldmedaille   | 5              | Goldmedaille   | Goldmedaille   | Goldmedaille   |        |        | 5              | Goldmedaille   | Goldmedaille   | Silbermedaille | 22                 |
| Lettland           |                |                |                |                |                |                |                |                |                |                |                |                |                |                | 10             |                | 9              | 14             |        |        | 8              | 10             | 5              | 10             | 7                  |
| Litauen            |                |                |                |                |                |                |                |                |                |                |                |                |                |                | 17             | 15             | 13             | 13             |        |        | 12             | 15             | Silbermedaille | 11             | 8                  |
| Neuseeland         |                | 10             | 10             | 13             | 12             | 11             | 10             | 7              | 6              | 10             | 4              | 10             | 8              | 10             | 15             |                | 15             | 16             |        |        |                | 14             | 12             | 13             | 19                 |
| Niederlande        |                | 8              |                | 8              | 10             |                |                |                |                |                |                |                |                |                |                |                |                |                |        |        |                |                |                |                | 3                  |
| Norwegen           |                |                |                |                |                |                |                |                |                |                |                |                |                |                |                |                |                |                |        |        |                |                | 13             |                | 1                  |
| Österreich         |                |                |                |                |                |                |                |                |                |                |                | Silbermedaille | 13             |                | 13             |                |                |                |        |        |                |                |                |                | 3                  |
| Polen              |                |                |                |                |                |                |                |                |                |                |                |                |                |                |                |                | 16             |                |        |        |                |                |                |                | 1                  |
| Russland           |                |                |                |                |                |                |                |                | 8              | 9              | 13             | 14             | 14             | 11             | 9              | 5              | 10             | 11             |        |        |                |                |                |                | 10                 |
| Schottland         | 4              | Silbermedaille | 8              | Goldmedaille   | 5              | 4              | Silbermedaille | 4              |                | 5              | Silbermedaille | 4              | Goldmedaille   | 7              | Goldmedaille   | Bronzemedaille | 5              | 4              |        |        | Bronzemedaille | Silbermedaille | Bronzemedaille | Goldmedaille   | 21                 |
| Schweden           |                |                | Silbermedaille | Bronzemedaille | Goldmedaille   | Goldmedaille   | 6              | Bronzemedaille | Bronzemedaille | Silbermedaille | Bronzemedaille | Bronzemedaille | 4              | 4              | Bronzemedaille | 10             | 4              | 5              |        |        | 7              | 5              | 5              | 9              | 20                 |
| Schweiz            | Silbermedaille | 7              | 5              | 5              | Bronzemedaille | 5              | Bronzemedaille | Silbermedaille | Silbermedaille | Bronzemedaille | 6              | 5              | 5              | 5              | 5              | Silbermedaille | Bronzemedaille | Bronzemedaille |        |        | Goldmedaille   | 4              | 4              | 5              | 22                 |
| Slowakei           |                |                |                |                |                |                |                |                |                |                | 14             |                | 6              | 12             | 12             | 12             |                |                |        |        |                |                |                |                | 5                  |
| Tschechien         |                |                |                |                |                |                |                |                |                | 6              | 7              | 12             | 10             | 9              | 12             | 8              |                |                |        |        | 9              | 11             | 11             | 12             | 11                 |
| Vereinigte Staaten | Bronzemedaille | 5              | Bronzemedaille | 7              | 11             | Bronzemedaille | 5              | 6              | 4              | 4              | 5              | 7              | Bronzemedaille | Bronzemedaille | 7              | 4              | Silbermedaille | 5              |        |        | Silbermedaille | 7              | 9              | 5              | 22                 |
| Land               | 02             | 03             | 04             | 05             | 06             | 07             | 08             | 09             | 10             | 11             | 12             | 13             | 14             | 15             | 16             | 17             | 18             | 19             | 20     | 21     | 22             | 23             | 24             | 25             | Teilnahmen (insg.) |
| Land               | 2000er         | 2000er         | 2000er         | 2000er         | 2000er         | 2000er         | 2000er         | 2000er         | 2010er         | 2010er         | 2010er         | 2010er         | 2010er         | 2010er         | 2010er         | 2010er         | 2010er         | 2010er         | 2020er | 2020er | 2020er         | 2020er         | 2020er         | 2020er         | Teilnahmen (insg.) |

## Herren
| Jahr         | Austragungsort                   | Gold               | Silber             | Bronze             |
| ------------ | -------------------------------- | ------------------ | ------------------ | ------------------ |
| 2002 Details | Bismarck ( Vereinigte Staaten)   | Vereinigte Staaten | Kanada             | Schweden           |
| 2003 Details | Winnipeg ( Kanada)               | Kanada             | Vereinigte Staaten | Schottland         |
| 2004 Details | Gävle ( Schweden)                | Kanada             | Vereinigte Staaten | Schweiz            |
| 2005 Details | Greenacres ( Schottland)         | Kanada             | Vereinigte Staaten | Schweiz            |
| 2006 Details | Kopenhagen ( Dänemark)           | Kanada             | Vereinigte Staaten | Schweden           |
| 2007 Details | Edmonton ( Kanada)               | Schottland         | Kanada             | Schweden           |
| 2008 Details | Vierumäki ( Finnland)            | Kanada             | Schweden           | Vereinigte Staaten |
| 2009 Details | Dunedin ( Neuseeland)            | Kanada             | Vereinigte Staaten | Schottland         |
| 2010 Details | Tscheljabinsk ( Russland)        | Vereinigte Staaten | Kanada             | Australien         |
| 2011 Details | Saint Paul ( Vereinigte Staaten) | Kanada             | Vereinigte Staaten | Australien         |
| 2012 Details | Tårnby ( Dänemark)               | Irland             | Kanada             | Schweden           |
| 2013 Details | Fredericton ( Kanada)            | Kanada             | Neuseeland         | Schweiz            |
| 2014 Details | Dumfries ( Schottland)           | Kanada             | Schweden           | Australien         |
| 2015 Details | Sotschi ( Russland)              | Vereinigte Staaten | Kanada             | Neuseeland         |
| 2016 Details | Karlstad ( Schweden)             | Schweden           | Kanada             | Irland             |
| 2017 Details | Lethbridge ( Kanada)             | Schweden           | Kanada             | Irland             |
| 2018 Details | Östersund ( Schweden)            | Kanada             | Schweden           | Vereinigte Staaten |
| 2019 Details | Stavanger ( Norwegen)            | Kanada             | Schottland         | Dänemark           |
| 2020 Details | Kelowna ( Kanada)                |                    |                    |                    |
| 2021 Details |                                  |                    |                    |                    |
| 2022 Details | Genf ( Schweiz)                  | Kanada             | Tschechien         | Schweden           |
| 2023 Details | Gangneung ( Südkorea)            | Kanada             | Schottland         | Schweiz            |
| 2024 Details | Östersund ( Schweden)            | Kanada             | Vereinigte Staaten | Schweden           |
| 2025 Details | Fredericton ( Kanada)            | Kanada             | Schottland         | Vereinigte Staaten |
| 2026 Details | Genf ( Schweiz)                  |                    |                    |                    |

### Medaillenspiegel
Nach 22 Weltmeisterschaften (2025)
| Platz | Land               | Gold | Silber | Bronze | Gesamt |
| ----- | ------------------ | ---- | ------ | ------ | ------ |
| 1     | Kanada             | 15   | 7      | 0      | 22     |
| 2     | Vereinigte Staaten | 3    | 7      | 3      | 13     |
| 3     | Schweden           | 2    | 3      | 6      | 11     |
| 4     | Schottland         | 1    | 3      | 2      | 6      |
| 5     | Irland             | 1    | 0      | 2      | 3      |
| 6     | Neuseeland         | 0    | 1      | 1      | 2      |
| 7     | Tschechien         | 0    | 1      | 0      | 1      |
| 8     | Schweiz            | 0    | 0      | 4      | 4      |
| 9     | Australien         | 0    | 0      | 3      | 3      |
| 10    | Dänemark           | 0    | 0      | 1      | 1      |
|       | Gesamt             | 22   | 22     | 22     | 66     |

### Zeitleiste
| Land               | 2000er         | 2000er         | 2000er         | 2000er         | 2000er         | 2000er         | 2000er         | 2000er         | 2010er         | 2010er         | 2010er         | 2010er         | 2010er         | 2010er         | 2010er         | 2010er         | 2010er         | 2010er         | 2020er | 2020er | 2020er         | 2020er         | 2020er         | 2020er         | Teilnahmen (insg.) |
| Land               | 02             | 03             | 04             | 05             | 06             | 07             | 08             | 09             | 10             | 11             | 12             | 13             | 14             | 15             | 16             | 17             | 18             | 19             | 20     | 21     | 22             | 23             | 24             | 25             | Teilnahmen (insg.) |
| ------------------ | -------------- | -------------- | -------------- | -------------- | -------------- | -------------- | -------------- | -------------- | -------------- | -------------- | -------------- | -------------- | -------------- | -------------- | -------------- | -------------- | -------------- | -------------- | ------ | ------ | -------------- | -------------- | -------------- | -------------- | ------------------ |
| Australien         |                | 13             |                | 19             |                |                |                | 7              | Bronzemedaille | Bronzemedaille | 7              | 6              | Bronzemedaille | 9              | 15             | 5              | 5              | 5              |        |        | 14             | 14             | 17             | 17             | 17                 |
| Belgien            |                |                |                |                |                |                |                |                |                |                |                |                |                |                | 26             | 16             | 26             | 18             |        |        | 9              | 12             | 11             | 31             | 8                  |
| Dänemark           |                | 13             | 7              | 9              | 4              |                | 18             |                |                | 4              | 22             | 10             | 12             | 4              | 4              | 5              | 5              | Bronzemedaille |        |        | 11             | 22             | 13             | 18             | 18                 |
| Deutschland        | 4              | 4              | 6              | 6              | 8              | 7              | 5              |                |                | 9              | 11             | 19             | 10             | 13             | 9              | 4              | 9              | 9              |        |        | 4              | 11             | 4              | 5              | 20                 |
| England            | 6              | 7              | 10             | 4              | 6              | 9              | 9              | 11             | 12             | 8              | 10             | 14             | 5              | 15             | 12             | 17             | 16             | 25             |        |        | 19             | 20             | 21             | 9              | 22                 |
| Estland            |                |                |                |                | 15             | 16             |                |                |                |                |                |                |                |                |                |                |                |                |        |        |                | 23             | 18             | 26             | 5                  |
| Finnland           |                | 11             | 9              | 10             | 10             | 5              | 6              | 8              | 8              | 14             | 6              | 8              | 11             | 11             | 11             | 20             | 9              | 21             |        |        | 12             | 15             | 9              | 4              | 21                 |
| Frankreich         |                |                | 14             | 12             |                | 9              |                |                |                | 18             |                | 18             | 24             | 21             | 17             | 19             | 17             | 24             |        |        |                |                |                | 25             | 12                 |
| Hongkong           |                |                |                |                |                |                |                |                |                |                |                |                |                |                |                |                | 24             | 19             |        |        |                | 24             | 23             |                | 4                  |
| Irland             |                |                |                | 11             | 13             | 13             | 7              |                |                | 11             | Goldmedaille   | 9              | 6              | 5              | Bronzemedaille | Bronzemedaille | 14             | 14             |        |        | 16             | 5              | 14             | 21             | 17                 |
| Island             |                |                |                | 18             | 14             |                | 15             |                |                |                |                |                |                |                |                |                |                |                |        |        |                |                |                |                | 3                  |
| Israel             |                |                |                |                |                |                |                |                |                |                |                |                |                |                | 14             | 9              | 13             |                |        |        |                |                |                | 23             | 4                  |
| Italien            |                | 9              |                | 13             |                |                | 14             | 12             | 11             | 19             | 12             | 16             | 20             | 16             | 20             | 18             | 15             | 15             |        |        | 5              |                |                | 13             | 16                 |
| Japan              |                | 9              | 11             | 16             | 11             | 5              | 10             | 6              | 7              | 13             | 13             | 13             | 21             | 14             | 25             | 22             | 19             | 17             |        |        |                | 16             | 16             | 16             | 20                 |
| Kanada             | Silbermedaille | Goldmedaille   | Goldmedaille   | Goldmedaille   | Goldmedaille   | Silbermedaille | Goldmedaille   | Goldmedaille   | Silbermedaille | Goldmedaille   | Silbermedaille | Goldmedaille   | Goldmedaille   | Silbermedaille | Silbermedaille | Silbermedaille | Goldmedaille   | Goldmedaille   |        |        | Goldmedaille   | Goldmedaille   | Goldmedaille   | Goldmedaille   | 22                 |
| Kasachstan         |                |                |                |                |                |                |                |                |                |                |                |                |                | 23             |                | 23             |                | 20             |        |        |                |                |                |                | 3                  |
| Kroatien           |                |                |                |                |                |                |                |                |                |                |                |                |                |                |                |                | 28             |                |        |        |                |                | 22             |                | 2                  |
| Lettland           |                |                |                |                |                |                |                |                |                | 21             | 18             | 12             | 13             | 20             | 13             |                | 18             | 13             |        |        | 13             | 9              | 15             | 19             | 12                 |
| Neuseeland         |                | 15             | 15             | 15             |                | 7              | 12             | 9              | 10             | 6              | 5              | Silbermedaille | 22             | Bronzemedaille | 5              | 5              | 9              | 9              |        |        | 17             | 13             | 20             | 24             | 20                 |
| Niederlande        |                |                | 12             | 17             |                |                |                |                |                | 20             | 16             | 15             | 9              |                | 22             |                | 27             | 27             |        |        |                |                |                | 29             | 10                 |
| Nigeria            |                |                |                |                |                |                |                |                |                |                |                |                |                |                |                |                |                |                |        |        | 21             |                | 24             | 27             | 3                  |
| Norwegen           |                | 5              | 4              | 7              | 7              | 13             | 17             |                |                |                | 4              | 7              | 8              | 10             | 5              | 12             | 5              | 5              |        |        | 10             | 10             | 5              | 5              | 18                 |
| Österreich         |                |                |                |                |                |                |                |                |                |                | 15             |                | 23             |                |                |                |                |                |        |        |                |                |                |                | 2                  |
| Philippinen        |                |                |                |                |                |                |                |                |                |                |                |                |                |                |                |                |                |                |        |        |                |                | 25             | 30             | 2                  |
| Polen              |                |                |                |                |                |                |                |                |                |                |                |                | 25             | 22             | 23             | 21             | 25             | 9              |        |        |                | 19             | 10             | 9              | 9                  |
| Portugal           |                |                |                |                |                |                |                |                |                |                |                |                |                |                |                |                |                |                |        |        |                |                |                | 14             | 1                  |
| Russland           |                |                |                |                |                |                | 13             |                | 9              | 17             | 21             | 17             | 19             | 19             | 24             | 15             | 22             | 22             |        |        |                |                |                |                | 11                 |
| Schottland         | 5              | Bronzemedaille | 8              | 8              | 9              | Goldmedaille   | 4              | Bronzemedaille |                | 7              | 8              | 5              | 7              | 5              | 5              | 10             | 4              | Silbermedaille |        |        | 5              | Silbermedaille | 5              | Silbermedaille | 21                 |
| Schweden           | Bronzemedaille | 7              | 5              | 5              | Bronzemedaille | Bronzemedaille | Silbermedaille | 5              | 5              | 10             | Bronzemedaille | 4              | Silbermedaille | 5              | Goldmedaille   | Goldmedaille   | Silbermedaille | 5              |        |        | Bronzemedaille | 5              | Bronzemedaille | 9              | 22                 |
| Schweiz            | 7              | 5              | Bronzemedaille | Bronzemedaille | 5              | 11             | 8              | 4              | 4              | 5              | 9              | Bronzemedaille | 17             | 5              | 10             | 11             | 5              | 4              |        |        | 5              | Bronzemedaille | 5              | 5              | 22                 |
| Slowakei           |                |                |                |                |                |                |                |                |                |                | 23             |                | 18             | 17             | 21             |                |                | 23             |        |        | 20             |                |                |                | 6                  |
| Slowenien          |                |                |                |                |                |                |                |                |                |                |                |                |                |                | 18             |                | 20             |                |        |        |                | 21             |                | 22             | 4                  |
| Spanien            |                |                |                |                |                |                |                |                |                |                |                |                |                |                |                |                |                |                |        |        |                |                |                | 28             | 1                  |
| Südkorea           |                |                |                |                |                |                |                |                |                |                |                |                |                |                |                |                |                |                |        |        |                | 18             |                |                | 2                  |
| Tschechien         |                |                |                |                |                |                |                |                |                | 16             | 17             | 20             | 15             | 12             | 19             | 14             | 21             | 16             |        |        | Silbermedaille | 5              | 5              | 5              | 13                 |
| Türkei             |                |                |                |                |                |                |                |                |                |                |                |                |                | 24             |                |                | 23             | 26             |        |        | 18             |                |                |                | 4                  |
| Ungarn             |                |                |                |                |                |                |                | 10             | 6              | 12             | 20             |                | 16             | 18             |                |                |                |                |        |        | 15             | 5              | 12             | 9              | 10                 |
| Vereinigte Staaten | Goldmedaille   | Silbermedaille | Silbermedaille | Silbermedaille | Silbermedaille | 4              | Bronzemedaille | Silbermedaille | Goldmedaille   | Silbermedaille | 14             | 11             | 4              | Goldmedaille   | 5              | 13             | Bronzemedaille | 5              |        |        | 5              | 4              | Silbermedaille | Bronzemedaille | 22                 |
| Wales              |                | 11             | 13             | 14             | 12             | 11             | 11             |                |                | 15             | 19             |                | 14             |                | 16             | 5              | 9              | 9              |        |        |                | 17             | 19             | 20             | 16                 |
| Land               | 02             | 03             | 04             | 05             | 06             | 07             | 08             | 09             | 10             | 11             | 12             | 13             | 14             | 15             | 16             | 17             | 18             | 19             | 20     | 21     | 22             | 23             | 24             | 25             | Teilnahmen (insg.) |
| Land               | 2000er         | 2000er         | 2000er         | 2000er         | 2000er         | 2000er         | 2000er         | 2000er         | 2010er         | 2010er         | 2010er         | 2010er         | 2010er         | 2010er         | 2010er         | 2010er         | 2010er         | 2010er         | 2020er | 2020er | 2020er         | 2020er         | 2020er         | 2020er         | Teilnahmen (insg.) |